# Uromys rex
{{#ifeq:0|0|{{#if:|{{#if:Uromysrex|[[]}}|}}}}
Uromys rex — великий вид гризунів родини мишевих. Це ендемік острова Гуадалканал на Соломонових островах. Як і два інших види гризунів на Гуадалканалі, він належить до роду Uromys. Він живе на деревах і більший за Uromys porculus, але менший за Uromys imperator.